# Pimsiri Sirikaew
Pimsiri Sirikaew (taj. พิมศิริ ศิริแก้ว; ur. 25 kwietnia 1990 w Khon Kaen) – tajska sztangistka, dwukrotna medalistka igrzysk olimpijskich i brązowa medalistka mistrzostw świata.
W 2012 roku zdobyła srebrny medal podczas igrzysk olimpijskich w Londynie. W zawodach tych rozdzieliła na podium Chinkę Li Xueying i swą rodaczkę - Rattikan Gulnoi. Wynik ten powtórzyła na igrzyskach olimpijskich w Rio de Janeiro cztery lata później. Tym razem uplasowała się między kolejną Tajką - Sukanyą Srisurat i Kuo Hsing-chun z Tajwanu. 
Brązowa medalistka mistrzostw świata w Paryżu w 2011 roku w kategorii do 58 kg. Czwarta zawodniczka igrzysk azjatyckich w 2010 w tej samej kategorii.

## Osiągnięcia
| Rok  | Zawody             | Miasto  | Miejsce | Kategoria | Wynik  |
| ---- | ------------------ | ------- | ------- | --------- | ------ |
| 2009 | Mistrzostwa świata | Koyang  | 5       | do 58 kg  | 205 kg |
| 2010 | Mistrzostwa świata | Antalya | 8       | do 58 kg  | 207 kg |
| 2011 | Mistrzostwa świata | Paryż   | 3       | do 58 kg  | 230 kg |